# PNA Thompson (GC-26)
PNA Thompson (GC-26) («То́мпсон»)— патрульный корабль, состоящий на вооружении Береговой охраны Аргентины. Третий корабль серии. «Томпсон» — второй военный корабль в истории Аргентины, названный в честь Мартина Х. Томпсона (исп. Martín Jacobo Thompson) — аргентинского военного деятеля, англо-аргентинца, участвовавшего в отражении британских вторжений в Рио-де-Ла-Плата в 1806-07 годах.

## История строительства
Спроектировано и построено в Испании фирмой «Базан» по проекту «Алькон 2» (Halcón II). По этому же проекту были построены патрульные корабли типа «Урибе» для ВМС Мексики.

## Служба
14 июня 2002 года патрульный корабль «Томпсон» трижды обстрелял без предупреждения российское рыболовецкое судно «Одоевск». Аргентинцы утверждали, что россияне ловили кальмаров в экономической зоне этой страны.
После первых выстрелов обстрел производился ещё дважды и прекратился только после того, как «Одоевск» удалился на расстояние 390 километров от берега.
В апреле 2007 года участвовал в операции по спасению аргентинского ледокола «Альмиранте Ирисар».